# Bosque de Calabacillo
El Santuario Marino Bosque de Calabacillo es un área protegida creada el 2013, que se encuentra ubicada en la costa de la comuna de Navidad en la Región del Libertador General Bernardo O'Higgins, entre las localidades de Matanzas y Las Brisas. Con una extensión de 12 hectáreas aproximadas en el mar, protege un ecosistema dominado por bosques submarinos del alga parda Macrocystis pyrifera o "Calabacillo" como es nombrado por la gente local. Es el primer Santuario de la Naturaleza en un ambiente marino en Chile, y un hito en la conservación del patrimonio natural en el país, donde las comunidades de pescadores artesanales, autoridades locales y académicos universitarios, han tenido un rol crucial en su creación.

## Historia
A fines de los años 90’s el trabajador municipal Leonardo Peralta, junto a su compañero de la carrera de biología marina Stefan Gelcich, asombrados con la biodiversidad submarina que descubrían buceando en las costas de la comuna de Navidad, les nace la idea de proteger el hermoso patrimonio natural que allí encontraban, y que ya no se podía apreciar en otras costas cercanas producto de la mayor explotación pesquera. Esta idea proteger una zona marina, aunque resultaba innovadora para su época en el país, fue apoyada por el alcalde Horacio Maldonado con los pescadores artesanales locales, que comenzaron un trabajo en conjunto los biólogos marinos, por la protección de sus costas.
Ubicado entre las localidades de Las Brisas y Matanzas, encontraron un lugar interesante para proteger, en pequeña bahía dominada por un extenso y tupido bosque submarino de la macroalga parda Macrocystis pyrifera, comúnmente denominada como calabacillo. Este bosque de algas, cumple funciones parecidas a los bosques y sus ecosistemas terrestres, creando un hábitat ideal para que muchas especies marinas encuentren refugio de depredadores y puedan desarrollarse en las etapas tempranas de su vida, tal como si fuera una guardería infantil de distintas larvas de peces y moluscos. Los pescadores artesanales también entendieron que si protegían el bosque submarino, este a lo largo del tiempo sería capaz de exportar propágulos o semillas a las zonas cercanas donde ellos sí trabajan explotando los recursos, promoviendo de esa manera una práctica extractiva mucho más sustentable con el medio ambiente.
Ya en el año 1999 y bajo el alero municipal, este grupo de trabajo entre pescadores, autoridades municipales y académicos, postulan al Programa de las Naciones Unidas para el Desarrollo (PNUD) bajo la figura de Parque Marino a este bosque de algas, lo que terminó siendo rechazado ya que no financiaban proyectos de esa naturaleza en aquella época. Luego, con la ayuda de otros profesionales del rubro marino, impulsan nuevamente otro intento de obtener una figura de protección legal, pero esta vez como una reserva marina, intento que tampoco prosperó.
Dando un ejemplo de perseverancia y lucha por los ideales, en septiembre del año 2007, esta alianza que ya llevaba años luchando por conservar sus costas, presentan esta vez un expediente para declaratoria de santuario de la naturaleza al Gobierno de Chile, largo proceso que finaliza recién el 26 de febrero de 2013, con la publicación en el diario oficial donde se declara como Santuario de Naturaleza al Bosque de Calabacillo de Navidad.

## Biodiversidad
Las especies identificadas en los buceos científicos realizados en el Santuario Marino incluyen:

### Algas
- Dendrymenia skotts
- Lithothamion sp.
- Ectocarpus sp.
- Corallina officinalis
- Glossophora kunthii
- Laurencia chilensis
- Rhodymenia sp.
- Plocamium cartilagenium
- Ralfsia confusa
- Gelidium rex
- Ceramium rubrum
- Chondrus caraliculitus
- Ulva sp. (Luche)
- Leptogorgia sp.
- Pterosiphonia dentro
- Desmarestia ligulata
- Ahnfeltiopsis sp.
- Hildenbrandtia sp.
- Distronium sp.
- Hymanthothalus sp.
- Mazaella sp. (Luga)

### Invertebrados
- Pyura chilensis (Piure)
- Choromytilus chorus (Choro zapato)
- Acanthina monodon (Caracol con diente)
- Concholepas concholepas (Loco)
- Tegula atra (Caracol negro)
- Fissurella plana (Lapa)
- Fissurella costata (Lapa)
- Fissurella maxima (Lapa)
- Fissurella sp. (Lapa)
- Chiton sp. (Quirquincho)
- Tonicia sp. (Quirquincho negro)
- Acantopleura echinata (Lapa con puntas)
- Sticaster striatus (Estrella de mar)
- Heliaster helianthus (Sol de mar)
- Loxechinus albus (Erizo rojo)
- Austromegabalanus psittacus (Picoroco)
- Homalapsis plana (Jaiba mora)
- Taliepus dentatus (Panchote)

### Peces
- Aplodactylus punctatus (Jerguilla Común)
- Cheilodactylus variegata (Billagay)
- Eleginops maclovinus (Róbalo)
- Graus nigra (Vieja)
- Paralichtlys microps (Lenguado)
- Pinguipes chilensis (Rollizo)
- Scartichtlys viridis (Borrachilla)
- Mustelus mento (Tollo)
- Schroederichthys chilensis (Pintarroja)

### Aves marinas
- Himantopus melanurus (Perrito)
- Egretta thula (Garza Chica)
- Cinclodes fuscus (Churrete Acanelado)
- Lessonia rufa (Colegial)
- Podiceps major (Huala)
- Pelecanus tagus (Pelícano)
- Phalacrocorax gaimardi (Cormorán Lile)
- Phalacrocorax brasilianus (Cormorán Yeco)
- Sula variegata (Piquero)
- Larus pipxcan (Gaviota de Franklin)
- Larus dominicanus (Gaviota dominicana)
- Buteo polyosoma (Aguilucho)
- Milvago chimango (Tiuque)